# Busto del Rey Carlos I
El Busto del Rey Carlos I (inglés: Bust of King Charles I) fue un busto escultórico elaborado por el artista italiano Gian Lorenzo Bernini, que de acuerdo a un historiador, " establece las convenciones visuales durante siglos ... [ estableciéndose como ] el retrato oficial del absolutismo secular". La escultura fue del entonces rey Carlos I de Inglaterra, que había encargado el trabajo para sí mismo, escribiendo a Bernini que el nombre del artista fue  "exaltado por encima de todos los hombres de talento que han ejercido su profesión" Bernini no viajó a Londres para realizar el trabajo; más bien él hizo uso de una pintura de triple retrato de Carlos I (es decir, una visión de Charles de tres puntos), creada especialmente por el artista flamenco Anthony Van Dyck para Bernini. A pesar de no trabajar con Carlos I cara a cara, el busto de Bernini fue considerado un éxito en su momento, y el rey Inglés recompensó a Bernini con joyería de más de 4.000 escudos romanos (una cifra más de 60 veces el salario promedio anual de un trabajador en Roma).
También había habido planes para Bernini para crear un retrato de la esposa de Carlos, Enriqueta María, pero la llegada de la Guerra Civil Inglesa rápidamente pusieron fin al proyecto.
El retrato de Carlos I ya no existe, sino que muy probablemente fue destruido en el fuego del Palacio de Whitehall en 1698. Existen numerosas copias de la imagen en otras formas.